# Loyal to the Game
Loyal to the Game är ett musikalbum med låtar av den amerikanske rapartisten Tupac Shakur. Albumet producerades postumt av Eminem och släpptes 2004.
Skivan har fått kritik av Tupacs fans för att Eminem i produktionen har tagit sig stora friheter med inspelningarna av Tupacs rap.

## Låtlista
1. "Soldier Like Me (Return of the Soulja)" featuring Eminem
2. "The Uppercut" featuring EDI & Young Noble of the Outlawz
3. "Out on Bail"
4. "Ghetto Gospel" featuring Elton John
5. "Black Cotton" featuring Eminem, Kastro, and Young Noble of the Outlawz
6. "Loyal to the Game" featuring G-Unit
7. "Thugs Get Lonely Too" featuring Nate Dogg
8. "NIGGA (Never Ignorant about Getting Goals Accomplished)" featuring Jadakiss
9. "Who do You Love?"
10. "Crooked Nigga Too"
11. "Don't You Trust Me?" with Dido
12. "Hennessy" featuring Obie Trice
13. "Thug 4 Life"
14. "Po Nigga Blues" featuring Ron Isely
15. "Hennessey" featuring EDI of the Outlawz and Sleepy Brown
16. "Crooked Nigga Too"
17. "Loyal to the Game" featuring Big Syke